# Tales from the Thousand Lakes
Tales from the Thousand Lakes ist das zweite Studioalbum der finnischen Metal-Band Amorphis und erschien im Juli 1994.

## Entstehung und Veröffentlichung
Tales from the Thousand Lakes wurde im September 1993 im Sunlight Studio in Stockholm aufgenommen. Ville Tuomi steuerte als Gastmusiker den erstmals auftretenden klaren Gesang bei. Nach den Aufnahmen spielte er noch einige Konzerte mit Amorphis. Kasper Mårtenson war der erste Keyboard-Spieler der Bandgeschichte, er komponierte auch alle Keyboardstimmen auf Tales from the Thousand Lakes.
Tales from the Thousand Lakes erschien am 12. Juli 1994 bei Relapse Records, in Europa bei Nuclear Blast und in Finnland bei Spinefarm Records. Am 1. September 1994 erschien Tales from the Thousand Lakes auf Vinyl-Schallplatte bei Nuclear Blast. Die EP Black Winter Day sollte eigentlich vor dem Album erscheinen, jedoch verzögerte sich die Veröffentlichung, und so erschien sie erst am 31. Januar 1995.

## Titelliste
1. Thousand Lakes (Holopainen) – 2:03
2. Into Hiding (Holopainen, Laine) – 3:42
3. The Castaway (Koivusaari, Holopainen) – 5:30
4. First Doom (Holopainen) – 3:49
5. Black Winter Day (Mårtenson) – 3:48
6. Drowned Maid (Koivusaari, Holopainen, Laine) – 4:23
7. In the Beginning (Holopainen, Laine) – 3:34
8. Forgotten Sunrise (Holopainen) – 4:50
9. To Fathers Cabin (Holopainen, Laine) – 3:47
10. Magic and Mayhem (Holopainen) – 4:27
11. Folk of the North – 1:17
12. Moon and Sun (Koivusaari) – 3:39
13. Moon and Sun Part II: North’s Son (Koivusaari, Traditional) – 5:12
14. Light My Fire (The-Doors-Cover) – 2:53

Die Texte entstammen dem Kalevala, First Doom und Forgotten Sunrise wurden von Pasi Koskinen geschrieben, Light My Fire von The Doors. Die letzten vier Stücke waren auf der Wiederveröffentlichung von 2001 enthalten und stammen von der EP Black Winter Day von 1995, die ersten drei dieser Bonustracks wurden ebenfalls 1995 auf der japanischen Version von Tales from the Thousand Lakes veröffentlicht.

## Stil

### Musik
Auf Tales from the Thousand Lakes vereint Amorphis Stilelemente des Death Metal und Doom Metal mit Folk-Elementen. Amorphis experimentierte als eine der ersten Death-Metal-Bands mit klarem Gesang, außerdem verwendete die Band verstärkt Synthesizer und Piano. Der klare Gesang wird teilweise als „unpassend“ (All Music Guide im Review zu Tales from the Thousand Lakes) bezeichnet, oft aber auch als „perfekte Mischung von klarem und Death-Metal-Gesang.“ (Silence im Review zu Tales from the Thousand Lakes)

### Texte und Cover
Amorphis entnahm die Texte der Kalevala-Übersetzung The Kalevala von Keith Bosley aus dem Jahr 1989.

## Erfolge und Kritik
Tales from the Thousand Lakes wird häufig als bestes Amorphis-Album bezeichnet. Die Fanseite Thousand Tales – The Gathering schreibt über Tales from the Thousand Lakes:

„1993 veröffentlichten Amorphis mit Tales from the Thousand Lakes einen der großen Meilensteine des Deathmetal. Das Kultalbum gilt als eine der ersten melodischen DM-Scheiben, lange bevor verschiedene Gruppen dem Göteborg-Sound frönten.“

Ville Lamminaho von der finnischen Death-Metal-Band Noumena nennt Tales from the Thousand Lakes „eine der besten Platten aller Zeiten, die ein ganzes Genre definierte“ (Ville Lamminaho in einem Interview) Tales from the Thousand Lakes wird auch heute noch als wichtigstes Amorphis-Album bezeichnet. Noch im Jahr 2001, nach mehreren Alben, die bis in die finnischen Top-10-Charts kamen, sagte Tomi Koivusaari in einem Interview: „Die Tales… hat sich besser verkauft als jedes andere Amorphis-Album.“ (Tomi Koivusaari in einem Interview zu Am Universum auf Vampster) Das Album wurde bis 2002 weltweit mehr als 250.000 mal verkauft.